# Ipomoea acanthocarpa
Ipomoea acanthocarpa là một loài thực vật có hoa trong họ Bìm bìm. Loài này được (Choisy) Asch. & Schweinf. mô tả khoa học đầu tiên năm 1867.